# Chaux (Territoire de Belfort)
Chaux je obec ležící v departementu Belfort, kantonu Giromagny. Leží asi 10 km severně od Belfortu podél silnice směrem na Giromagny a Ballon d'Alsace.

## Dějiny
První písemná zmínka o vesnici pochází z roku 1252. V té době byl kostel v Chaux střediskem pro několik dalších okolních obcí: Auxelles-Bas, Evette-Salbert, Lachapelle-sous-Chaux, Lepuix a Sermamagny.

## Demografie
Počet obyvatel